# Вила-Мо
Вила-Мо (порт. Vila Mou)  —  населённый пункт и район в Португалии,  входит в округ Виана-ду-Каштелу. Является составной частью муниципалитета  Виана-ду-Каштелу. По старому административному делению входил в провинцию Минью. Входит в экономико-статистический  субрегион Минью-Лима, который входит в Северный регион. Население составляет 564 человека на 2001 год. Занимает площадь 3,02 км².